# Jean-Marc Pernom
Jean-Marc Pernom, né le 21 juin 1952 à Saint-Étienne (Loire), est un footballeur français.

## Biographie

### Formation à Saint-Étienne
Avec les jeunes pousses stéphanoises dont les Lopez, Merchadier, Synaeghel, Santini, Sarramagna ou encore Patrick Revelli, Jean-Marc Pernom remporte la Coupe Gambardella 1970 face à l'Olympique lyonnais de Bernard Lacombe et des frères Domenech, Albert et Raymond. Les jeunes verts s'imposent aux tirs au but après un nul 3-3. L'année suivante, Pernom toujours défenseur latéral droit fait partie de l'équipe finaliste de la Gambardella toujours face à Lyon qui cette fois s'impose 2-1,.

### Toute sa carrière à Blois (1972-1983)
Après ses années à Saint-Etienne, Jean-Marc Pernom rejoint l'équipe de l'AAJ Blois qui, pendant dix ans, fait des aller-retour entre D2 et D3. Lors de la saison 1980-1981, Pernom retrouve Alain Merchadier venu terminer sa carrière à Blois. Blois descend en troisième division au terme de la saison 1981-1982.

### Reconversion comme entraîneur
Après avoir pris sa retraite des terrains, Jean-Marc Pernom fait quelques kilomètres pour aller entraîner l'US Mer.

## Statistiques
Ce tableau présente les statistiques de Jean-Marc Pernom,,.
| Saison                | Club                  | Championnat           | Championnat | Championnat | Coupe(s) nationale(s) | Coupe(s) nationale(s) | Total | Total |
| Saison                | Club                  | Division              | M.          | B.          | M.                    | B.                    | M.    | B.    |
| 1972-1973             | AAJ Blois             | D2                    | 16          | 2           | -                     | -                     | 16    | 2     |
| 1973-1974             | AAJ Blois             | D2                    | 30          | 1           | -                     | -                     | 30    | 1     |
| 1974-1975             | AAJ Blois             | D2                    | 19          | 1           | -                     | -                     | 19    | 1     |
| 1975-1976             | AAJ Blois             | D3                    | 28          | 9           | -                     | -                     | 28    | 9     |
| 1976-1977             | AAJ Blois             | D3                    | 30          | 4           | -                     | -                     | 30    | 4     |
| 1977-1978             | AAJ Blois             | D3                    | 30          | 3           | -                     | -                     | 30    | 3     |
| 1978-1979             | AAJ Blois             | D2                    | 34          | 3           | -                     | -                     | 34    | 3     |
| 1979-1980             | AAJ Blois             | D2                    | 30          | 1           | -                     | -                     | 30    | 1     |
| 1980-1981             | AAJ Blois             | D2                    | 33          | 0           | -                     | -                     | 33    | 0     |
| 1981-1982             | AAJ Blois             | D2                    | 32          | 0           | 1                     | 0                     | 33    | 0     |
| 1982-1983             | AAJ Blois             | D3                    | 30          | 0           | -                     | -                     | 30    | 0     |
| Total sur la carrière | Total sur la carrière | Total sur la carrière | 312         | 24          | 1                     | 0                     | 313   | 24    |

## Palmarès
AS Saint-Étienne
- Coupe Gambardella (1) : vainqueur en 1970 et finaliste en 1971

 AAJ Blois
- Division 3 : champion du groupe Centre-Ouest en 1978